# Paul Gerhard Johanssen
Paul Gerhard Johanssen (* 12. März 1903 in Hohenfriedeberg, Deutsch-Ostafrika; † 19. September 1981 in Husum) war ein deutscher lutherischer Pastor und Mitglied der Bekennenden Kirche in Schleswig-Holstein.

## Leben
Paul Gerhard Johanssen wurde als Sohn des deutschen Missionars Ernst Johanssen und seiner Frau 1903 im ostafrikanischen Hohenfriedeberg (heute Mlalo/Tansania) geboren, das seinen Namen nach dem schlesischen Hohenfriedeberg erhielt. Die Missionsstation Mlalo liegt in den Usambara-Bergen im heutigen Tansania.
Johanssen wurde am 6. Mai 1928 in Hamburg-Altona ordiniert und zunächst als Provinzialvikar in Nienstedten eingesetzt. Am 23. Dezember 1928 wurde er Pastor in Lockstedter Lager und am 5. November 1933 Pastor in Kiel-Neumühlen-Dietrichsdorf. Im Dezember 1933 unterschrieb er zusammen mit 139 anderen Pastoren die Misstrauenserklärung an den schleswig-holsteinischen Landesbischof Adalbert Paulsen.
Seit dem 25. August 1935 bekleidete er die Pfarrstelle in Osterhever-Poppenbüll-Westerhever und schrieb mehrere volksmissonarische Schriften (Breklumer Hefte 6, 10, 14 und 17) für die Bekennende Kirche in Schleswig-Holstein. Auch beteiligte er sich mit einem eigenen Beitrag an der Schrift gegen Gustav Frenssen: Die Nordmark im Glaubenskampf. Eine Antwort der Kirche an Gustav Frenssen, herausgegeben von Johannes Lorentzen, Pastor in Kiel.
Seit dem 14. April 1946 war er Pastor auf der Pfarrstelle Itzehoe IV, seit dem 15. Oktober 1950 Pastor in Hemme und seit dem 5. September 1954 Pastor auf der Pfarrstelle Wesselburen I. Seine letzten Verwendungen als Pastor fand er ab 31. Juli 1960 in der Diakonissenanstalt in Flensburg und ab 3. November 1968 in Aventoft. Zum 1. April 1973 wurde er in den Ruhestand versetzt.

### Beiträge zu den Breklumer Heften
Paul Gerhard Johanssen, Missionarssohn aus Tansania, Jahrgang 1903, 1936 also 33 Jahre alt, Gemeindepastor auf der Halbinsel Eiderstedt, nimmt in seinem Schlussbeitrag zum „Glaubenskampf der Nordmark“ eine Frage von Gustav Frenssen auf: „Wie weiter?“ Die Antwort des Dichters interessiert ihn nicht. Ihn beschäftigt die Antwort der Kirchengemeinden und ihrer Pastoren auf die gegenwärtige Herausforderung durch Entchristlichung und Entkirchlichung der Bevölkerung Schleswig-Holsteins und besonders Eiderstedts. Er kennt das Gefühl des Alleinseins und der Vergeblichkeit bei vielen Geistlichen und ermahnt sie mit Vilmar und Harms zur Besonnenheit. Es kommt nicht auf den äußeren Erfolg an. Die Herausforderung lautet: beim Evangelium und bei Christus zu bleiben. „Durch ihn stützen wir wohl die politischen Bestände, niemals aber stützen sie uns.“
Er bangt dabei nicht um die Herrschaft Christi, sondern um den Bestand der Nordmark, die sich einer solchen Stütze entziehen will – in ihren Ehen und Familien, in ihrer Jugend und Volksgemeinschaft. Denn ihm ist klar: „Genau in demselben Maße, in welchem die politischen Gewalten sich dieser ihnen von uns dargebotenen Stütze entschlagen, neigen sie sich dem Verfall und dem Untergang zu.“ Das schreibt er 1936 mit dem Bemerken: „damit sie wissen, daß ein Prophet unter ihnen gewesen ist“.
Zusammen mit der Bekenntnisgemeinschaft in Schleswig-Holstein will Johanssen nicht aufhören, die Menschen in Schleswig-Holstein zur Entscheidung in diesem Glaubenskampf aufzurufen: entweder der lebendige Gott oder die selbstgemachten Götter. Er freut sich, dass mehr und mehr Männer und Frauen in den Gemeinden sich sammeln unter Gottes Wort und es „zur Richtschnur ihres täglichen Lebens machen wollen“; dass sich eine Gemeindejugend findet, „die williger als je zum Dienst für Christus in der Gemeinde bereit ist und die mutiger als zuvor auch unter Kameraden zu bekennen wagt“; dass eine Bruderschaft unter den Pastoren entsteht, „die sich rüstet und stärkt für den gemeinsamen Kampf im Zeugendienst für Christus“.
Johanssen benennt die Kraft, von der Gustav Frenssen nichts weiß: den lebendigen Christus: „Auch heute noch sammelt er sich durch Wort und Sakrament eine Gemeinde unter uns. Auch heute noch sind die Kräfte ewigen Lebens, wie einst zur Zeit der Apostel, vorhanden und wirksam. Auch heute noch lebt der Gott, der Gebete erhört.“
Diese zusammenfassende und zutreffende Beschreibung der unüberwindlichen „Siegeskraft Christi“ liest sich wie eine Ankündigung der Titel, die Paul Gerhard Johanssen im Laufe der Jahre für die Reihe der Breklumer Hefte schreibt:
- Heft 6: Der verborgene Schatz im Taufsakrament. Ein volkstümliches Wort aus Schleswig-Holstein zum Preis der christlichen Taufe, 1936 (Auflage bis 1938: 30.000)
- Heft 10: Beten. Ein Wort zum 3. Hauptstück, 1936 (Auflage bis 1938: 30.000)
- Heft 14: Sterben? Von der Herrlichkeit der Christenhoffnung, 1937 (Auflage bis 1938: 55.000)
- Heft 17: Die Kirche im Haus, 1938 (Auflage: 30.000)

Johanssen folgt damit der Empfehlung, die Karl Barth schon 1933 in seiner „Theologischen Existenz heute!“ aussprach: „Das Entscheidende, was ich heute zu diesen Sorgen und Problemen zu sagen versuche, kann ich darum nicht zum Gegenstand einer besonderen Mitteilung machen, weil es sehr unaktuell und ungreifbar einfach darin besteht, daß ich mich bemühe, hier in Bonn mit meinen Studenten in Vorlesungen und Übungen nach wie vor und als wäre nichts geschehen – vielleicht in leise erhöhtem Ton, aber ohne direkte Bezugnahmen – Theologie und nur Theologie zu treiben. Etwa wie der Horengesang der Benediktiner im nahen Maria Laach auch im Dritten Reich zweifellos ohne Unterbruch und Ablenkung ordnungsgemäß weitergegangen ist.“
Johanssen treibt mit seinen volksmissionarischen Schriften praktische Theologie und nichts als praktische Theologie. Er schielt dabei nicht auf den äußeren Erfolg, obwohl diese Hefte weit verbreitet werden. Er hält es mit Vilmar: „auf die Vielen und die Mehreren oder auf die Wenigen oder auf die Keinen kommt es nicht an, sondern auf Gottes Ordnung und auf die lebendige Gegenwart Christi, des Herrn“. Er weiß, dass die Zahl der Treuen um Gottes Wort klein ist und schwach die Kraft des einzelnen Pastors in der Gemeinde. Aber er bekennt zuversichtlich zum Schluss seiner Ausführungen mit Paulus (2. Korinther 6,9): „als die Sterbenden, und siehe wir leben!“
Seine praktisch-theologischen Themen in den Breklumer Heften 6, 10, 14 und 17 sind schon sehr bemerkenswert und bleiben ohne Parallelen in den Zeitschriften und Veröffentlichungen der Bekennenden Kirche in den Jahren des Kirchenkampfes: Taufe, Gebet, Hoffnung über den Tod hinaus, Hausgemeinde.
Seit dem Frühjahr 1936 gibt es neben dem von Johannes Lorentzen geleiteten „Amt für Volksmission“, das für die Herausgabe der Breklumer Hefte verantwortlich zeichnet, auch ein „Amt für Gemeindeaufbau“, in dem unter Leitung von Pastor Reinhard Wester eine Reihe von Amtsbrüdern aus Stadt- und Landgemeinden, darunter auch Paul Gerhard Johanssen, die Frage behandeln, wie man den vielfach schlafenden Gemeinden zu neuem Leben verhelfen und eingerissene Unordnung durch bessere Ordnung ersetzen könne.
Sammlung eines Gemeindekerns, mehr biblische Unterweisung, Zurüstung von Mitarbeitern, sind Fragen, die hier durchdacht werden. „Besonders mußte man sich in diesem Kreise natürlich mit der Konfirmationsnot befassen, umso mehr, als in der Zeit des Nationalsozialismus der Religionsunterricht teils ganz ausfiel, besonders dann während des Krieges, teils in nicht christlichem Geiste erteilt wurde.“
Die Frucht dieser Überlegungen ist eine „Handreichung für den Konfirmandenunterricht“. Von der Konfirmationsfrage gelangt man zu dem Problem der Kindertaufe und weiteren Fragen des Gemeindelebens und der Gemeindeordnung. Die Frucht dieser Arbeit ist schließlich der Entwurf einer „Ordnung des kirchlichen Lebens“. Diese Ordnung wird nach dem Kriege nach weiterer Durcharbeitung von der Generalsynode der Vereinigten Evangelisch-Lutherischen Kirche Deutschlands (VELKD) angenommen. „Sie ist also eine Frucht der Arbeit des Bruderrates der Schleswig-Holsteinischen Bekenntniskirche.“
Nach dem Zusammenbruch und Neuanfang 1945 nimmt Paul Gerhard Johanssen nach einer längeren Zeit des Schweigens auch wieder die Abfassung volksmissionarischer Schriften auf und veröffentlicht:
- Ein Tag sagt’s dem anderen, Hamburg: Agentur des Rauhen Hauses 1958 (erneut 1978).
- Glaubensheilungen in den jungen Kirchen (Christus und die Welt, Heft 21), Bad Salzuflen: MBK-Verlag 1964.
- Friede, Breklum: Breklumer Verlag 1965 (8. Aufl. 1981).
- Glück, Breklum: Breklumer Verlag 1966 (6. Aufl. 1979).
- Sollt ich meinem Gott nicht singen, Hamburg: Agentur des Rauhen Hauses 1976.

Paul Gerhard Johanssen hat nicht nur in vielen Kirchengemeinden (neun in 45 Dienstjahren seit seiner Ordination 1928!) als Pastor Dienst getan, sondern auch viele praktisch-theologische und volksmissionarische Schriften veröffentlicht, die auch heute noch lesenswert sind.

## Veröffentlichungen
- Der verborgene Schatz im Taufsakrament (Breklumer Heft Nr. 6), Breklum: Amt für Volksmission 1936.[8]
- Wie wird es weiter gehen? In: Johannes Lorentzen (Hrsg.): Die Nordmark im Glaubenskampf. Eine Antwort der Kirche an Gustav Frenssen, Breklum 1936, S. 75–78.[9]
- Beten. Ein Wort zum 3. Hauptstück (Breklumer Heft Nr. 10), Breklum: Amt für Volksmission 1936.[10]
- Sterben? Von der Herrlichkeit der Christenhoffnung (Breklumer Heft Nr. 14), Breklum: Amt für Volksmission 1937.[11]
- Handreichung für den Konfirmandenunterricht. Erwägungen und Erfahrungen, Göttingen: Vandenhoeck & Ruprecht 1937 (zusammen mit Reinhard Wester).
- Die Kirche im Haus (Breklumer Heft Nr. 17), Breklum: Amt für Volksmission 1938.[12]
- Ordnung des kirchlichen Lebens. Entwurf, in: Junge Kirche 7 (1939) 52–58; 138–144; 231–237; 361–365; 456–462; 548–554; 650–656.
- Ein Tag sagt’s dem anderen. Die Kunst des Altwerdens, Hamburg: Agentur des Rauhen Hauses 1958 (18. Aufl. 1974, erneut 1978).
- Glaubensheilungen in den jungen Kirchen (Christus und die Welt, Heft 21), Bad Salzuflen: MBK-Verlag 1964.
- Friede, Breklum: Breklumer Verlag 1965 (8. Aufl. 1981).
- Glück. Der Mutter zur Geburt ihres Kindes, Breklum: Christian Jensen Verlag 1966 (6. Aufl. 1979).
- Sollt ich meinem Gott nicht singen, Hamburg: Agentur des Rauhen Hauses (4. Aufl. 1970, erneut 1976).